# Le Havre Athletic Club (football)
Ne pas confondre avec le club omnisports Le Havre Athletic Club.
Pour un article plus général, voir Le Havre Athletic Club.
Maillots
Actualités
Dernière mise à jour : 7 août 2025.
Le Havre Athletic Club, abrégé en Le Havre AC ou HAC, est un club de football français fondé en 1894 au Havre en Normandie, en tant que section football du club omnisports du même nom, fondé la même année.
Contrairement à une croyance largement répandue, le Havre AC, couramment appelé le « club doyen », n'a pas introduit le football en France et n'a pas été fondé en 1872. Les recherches d'historiens depuis les années 1980 prouvent que cette affirmation, ancrée depuis les années 1950, est inexacte. Il y a un amalgame fait avec le Football Club havrais, qui a existé de 1872 à 1882 et qui jouait à la combinaison, sport proche du rugby. À la fondation du Havre AC en 1884, les membres du club votent pour la pratique de la combinaison, en préférence au rugby et au football. Les premiers statuts du club indiquant l'existence d'une section de football ne datent « que » de 1894, date à laquelle des clubs de football existent déjà, notamment à Paris.
Malgré cela, Le Havre AC reste un club historique du football français et l'un des plus vieux encore existants. Il participe au championnat de France de l'USFSA dès 1899, qu'il remporte trois fois, en 1899, 1900 et 1919. Le Havre AC passe professionnel dès 1933, le club étant l'un des clubs français ayant passé le plus de saisons en première et deuxième divisions confondues. En dépit de six titres de champion de France de Division 2, le Havre AC n'a jamais performé en Division 1, ne finissant qu'une fois dans les cinq premiers, en 1951. Le club est par ailleurs celui ayant disputé le plus de saisons en deuxième division.
Le Havre AC, après avoir été finaliste de la Coupe de France dès 1920, la remporte en 1959 alors que le club n'évoluait qu'en Division 2, exploit resté unique jusqu'en 2009.
Depuis 2012, le Havre AC dispute ses matchs au stade Océane. Le propriétaire du club est le Blue Crow Sports Group depuis le 27 juin 2025, et l'équipe première masculine évolue en Ligue 1 depuis la saison 2023-2024, après presque quinze années consécutives en Ligue 2.

## Historique

### Date de fondation
Le Havre Athletic Club est régulièrement surnommé dans les médias « le club doyen du football français », avec une date de fondation de 1872, recopiée dans de nombreux livres, magazines et sites internet depuis des décennies. Cette date relève pourtant davantage de la légende que de l'histoire, comme l'ont montré depuis les années 1980 des travaux d'historiens et d'universitaires. Le Havre AC a à l'origine lui-même entretenu cette date de 1872, en sortant par exemple dès 1952 un livre pour célébrer les 80 ans du club, en inscrivant 1872 sur son logo dans les années 1990, le club finissant même en 2008 par faire du 1872 un élément marketing en créant une ligne de vêtement sous le nom de HAC1872.
Le club omnisports du Havre Athletic Club a en réalité été fondé en 1884, sa section football l'aurait été en 1894, tandis qu'un autre club appelé Football Club havrais, qui ne jouait pas au football en sens moderne du nom, a lui existé de 1872 à 1882.
La seule source d'époque connue qui mentionne la pratique de sport de balle en 1872 au Havre est issue d'articles du Journal du Havre datés du 16 et 17 février 1873, qui indique la tenue d'un match en septembre 1872 entre l'équipage de deux navires britanniques et une équipe d'anglo-havrais qui prend pour l'occasion le nom de Football Club havrais ou Havre Football Club,, football étant encore à l'époque un terme générique donné aux sports de balle. Cet article paraît à l'occasion d'un déplacement du FC havrais à Southampton pour y affronter le Portswood Park Football Club. Le journal britannique The Hampshire Advertiser County Newspaper a publié un compte-rendu de la rencontre, qui montre clairement que le sport pratiqué n'était pas du football mais plutôt une sorte de rugby joué à douze contre douze,. Il n'existe par ailleurs aucune trace écrite mentionnant que le FC havrais ait eu un quelconque statut légal,.
Les rares sources disponibles vont dans le sens de la pratique d'un sport appelé a posteriori combinaison, sport de balle hybride proche du rugby actuel. Le Football Club havrais disparait en 1882, la distance entre les lieux de résidence des membres et le terrain situé à Sanvic sur lequel le club a dû s'implanter en 1882 étant devenue trop grande. Il n'existe donc aucune source connue indiquant que des matchs de football ait eu lieu au Havre entre 1872 et 1882.
Le 20 octobre 1884, Jeffery Edward Orlebar, le pasteur de la British Episcopal Church du Havre, crée avec notamment quelques anciens membres du FC havrais un nouveau club, omnisports, sous le nom du Havre Athletic Club,. Contrairement à ce qui est affirmé dans plusieurs livres sur Le Havre AC, il ne s'agit donc pas d'un simple changement de nom, mais de la création d'un nouveau club avec de nouveaux membres, le Football Club havrais n'existant plus depuis deux ans. Un des rares documents connu montre que les membres votent le 18 novembre à la majorité absolue pour la pratique de la combinaison, repoussant la pratique du football au Havre,,.
Aucune source connue ne mentionne clairement la pratique du football au sein du club entre 1884 et 1894, bien qu'il soit possible que des matchs de football aient eu lieu entre les membres. Le club s'est par ailleurs doté d'un statut légal sur cette période, un document du 25 avril 1894 attestant les statuts officiels de la société établie par arrêté du préfet de la Seine-Inférieure,. De plus, le Havre AC s'affilie à l'Union des sociétés françaises de sports athlétiques, la principale fédération sportive de l'époque, en juin 1894.
En l'absence d'autres éléments, seule la date de 1894 peut donc être retenue comme date de fondation de l'équipe de football du Havre Athletic Club. Paradoxalement, la plaquette du centenaire du club sortie en 1972 précise même que la section football commence ses activités fin 1894. Malgré cet écart de 22 ans avec la date de 1872, le Havre AC reste l'un des plus vieux clubs de football français. Néanmoins, il ne peut pas être considéré comme le plus vieux club de football français encore existant, dans la mesure où le Standard Athletic Club, fondé en 1892 et qui possédait une section de football dès ses débuts, existe toujours.
Par ailleurs, le 1872 pour la fondation du club et pour les débuts du football en France s'est propagé dans les médias depuis les années 1950, alors que la problématique de l'historiographie autour de cette date était pourtant déjà connue de longue date. Ainsi Camille Meillac, dans son livre Les sports à la mode, publié en 1909, indique déjà 1884 pour la création du Havre AC (omnisports). En 1922, Le Havre AC célèbre ses 50 ans, en se donnant donc 1872 comme date de fondation, en considérant avoir joué au rugby en 1872 et être ainsi le plus vieux club français de rugby. Il n'est alors nullement question de football,. En 1931, Georges Duhamel, dans son livre Le football français, ses débuts précise bien qu'au Havre AC « le jeu primitif était le rugby ».
L'amalgame entre d'un côté combinaison et rugby, et de l'autre football, autour de cette date de 1872 s'est ensuite fait, le 1872 ayant continué d'essaimer, notamment sur internet, alors qu'en 1989, l'historien du sport Alfred Wahl, qui s'était penché sur les origines du club, avait déjà conclu à « une fondation ambiguë ». En 2011, l'historien du sport Pascal Charitas publie un chapitre de livre centré sur les débuts du club et sa pratique de la combinaison, qui conclut que « l'assertion séduisante qui consiste à affirmer que le HAC est le premier club français aux fondements britanniques se doit d'être mesurée à double titre, la forme ambivalente pratiquée à ses débuts [...] n'étant pas totalement encore rugby ou football. ».
Bien que les recherches d'historiens montrent qu'il n'y a jamais eu de match de football au Havre avant les années 1890, Le Havre AC continue en 2022 d'entretenir la date de 1872 en célébrant ses 150 ans.

### Premiers titres (1899-1914)

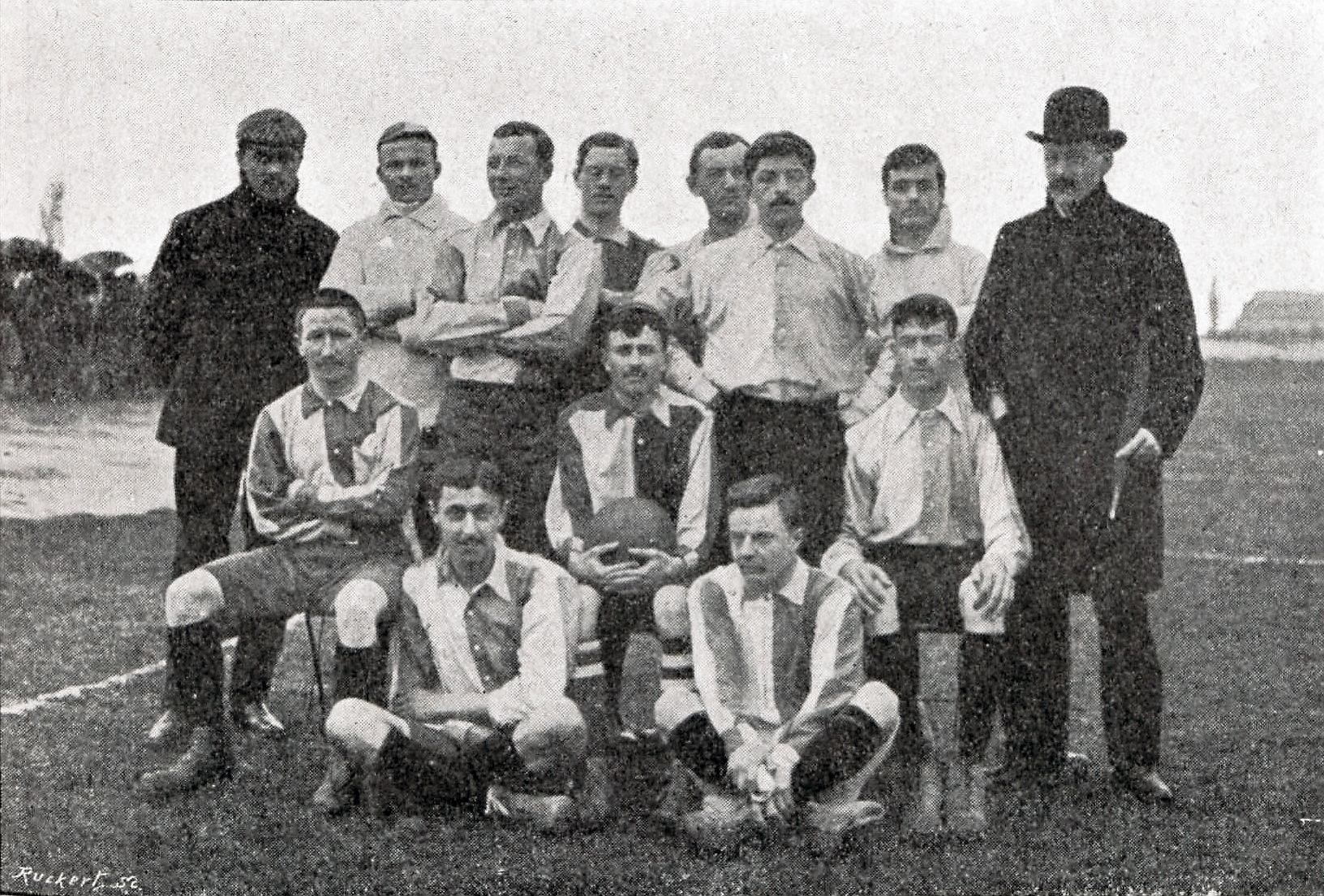
Le Havre Athletic Club le 14 avril 1901.

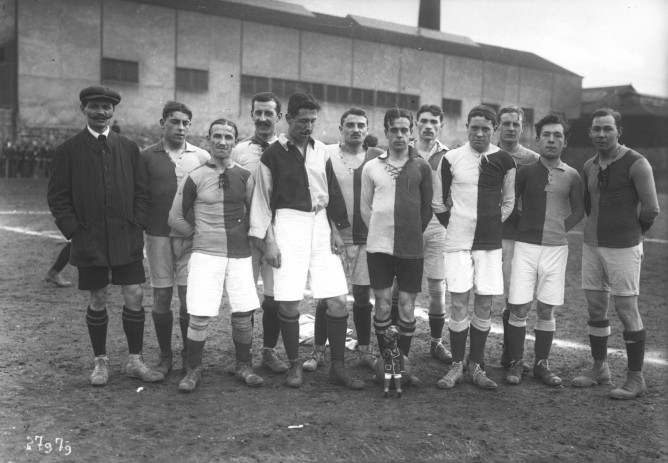
L'équipe du Havre AC en 1913 au tournoi international de Pâques à Saint-Ouen.

La section football du HAC commence ses activités à la fin de l'année 1894, en même temps que les autres clubs havrais de football qui émergent alors : l'Union Sportive du Lycée (1894), l'Union Olympique (1895) et Blue Star (1895). La trace la plus ancienne d'un match de football disputé par les Havrais remonte à décembre 1894. Le plus ancien résultat conservé remonte au 2 février 1895 avec une victoire 5-0 face aux voisins du Blue Star.

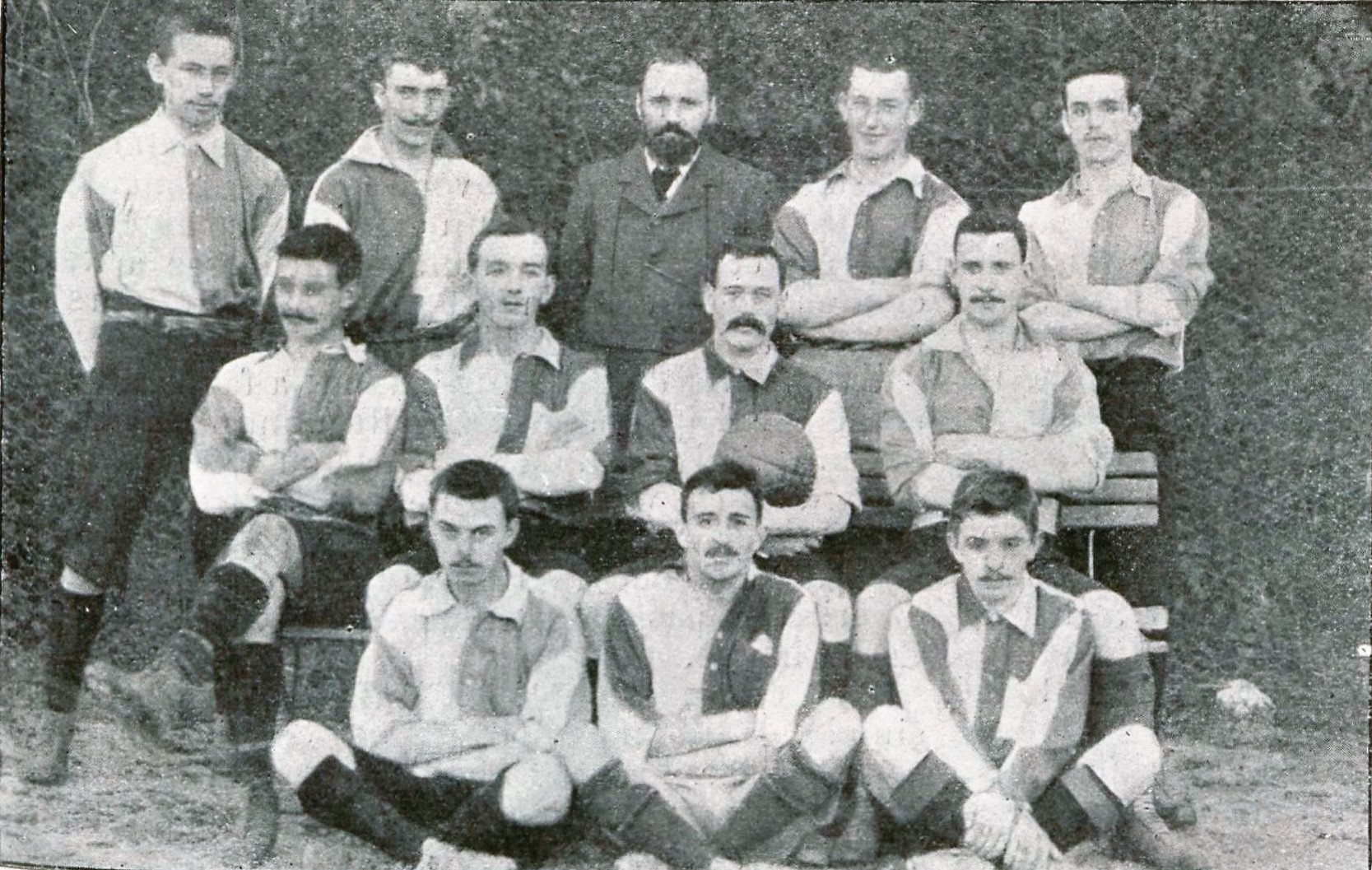
L'équipe du Havre AC en 1899.

Les installations du club sont alors assez sommaires puisque la cabane en bois qui fait office de vestiaire ne possède pas l'eau courante et que le terrain est entretenu par ses membres. La pratique du rugby et du football-association se fait successivement sur le terrain marquant la rupture entre les deux sports. Avec 100 membres, Le Havre Athletic Club est le groupement sportif français qui compte le plus de licenciés. Il est aussi l'une des équipes les plus fortes du pays. Lors des matchs amicaux, il bat sans difficulté les autres équipes havraises, mais surtout, le 18 février 1896 il terrasse le Standard Athletic Club sur le score de quatre buts à zéro, alors que celui-ci vient d'être sacré champion de France. Un championnat qui voit surtout s'affronter les clubs parisiens et où le HAC n'est pas convié. Il peut quand même prendre part à la Coupe Manier l'année suivante, mais privé de ses titulaires britanniques (la règle de la coupe interdit d'en aligner plus de trois), le club s'incline en finale devant le Club français sur le score de cinq buts à trois.
En 1899, Le Havre Athletic Club parvient à remporter le titre de champion de France sans jouer le moindre match. Jusque-là, le championnat de France n'était ouvert que pour les clubs parisiens, mais l'USFSA qui organise, souhaite un véritable championnat national et invite des clubs de province. Seul le HAC et l'Iris Club lillois répondent à l'appel et sont conviés à jouer un match entre eux qui verra le vainqueur disputer la finale contre le champion de Paris. Après plusieurs reports, le club lillois est forfait pour cause de grippe et le HAC est qualifié d'office pour la finale. La finale est fixée contre le Club français, mais celui-ci refuse catégoriquement de rencontrer le club normand, estimant qu'il n'avait pas à être en finale sans avoir joué le moindre match. L'USFSA reste ferme sur ses positions et décide de déclarer le HAC champion de France 1899.
En 1900, le HAC remporte son deuxième titre de champion de France. Les Havrais se qualifient pour la finale en battant l'US Tourcoing quatre buts à un, puis en finale le Club français accepte cette fois de jouer. Le HAC gagne le match sur le score de un but à zéro avec un but de Richards. C'est aussi en finale contre le Club français sur le score de trois buts à deux après prolongation, que le HAC gagne son premier titre international avec le Challenge international du Nord 1900. Cet événement fait grand bruit au sein de la population de la ville. La saison suivante, le HAC écarte le FC Rouen et l'Iris Club lillois, mais perd en finale contre le Standard Athletic Club. La finale se joue sur deux matchs, le premier se termine sur un score nul sur la pelouse du club parisien et le deuxième match se déroule au Havre où les Hacmens s'effondre et perdent six buts à un.

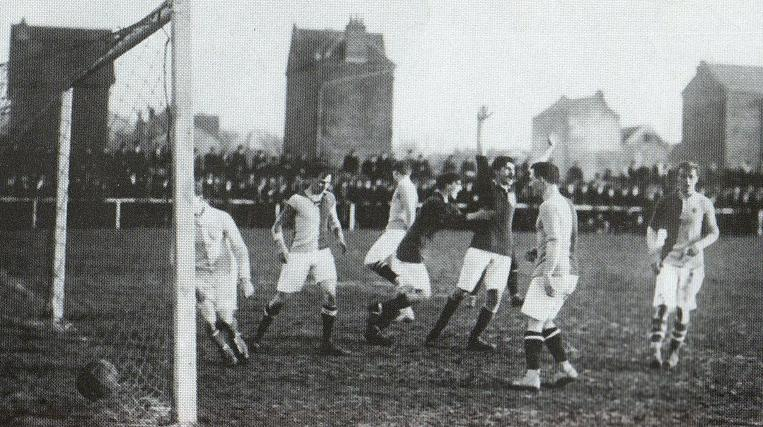
Scène du derby face au FC Rouen (1910).

Ces premiers succès, provoquent une crise interne au club. Alors, que le football-association et le rugby cohabitent sur le même terrain, plusieurs joueurs de l'équipe première, mécontent de cette situation, fondent un club concurrent, Le Havre sports. Ces départs affaiblissent le club, mais aussi le fait que beaucoup de joueurs s'épuisent en pratiquant simultanément plusieurs sports au sein du club. Pour parer à ça, le 12 mai 1905 l'Assemblée Générale du club vote l'autonomie morale et financière de chaque section sportive sous contrôle du Comité Directeur. Le Havre Athletic Club Football Association naît officiellement et Albert Schadegg en prend la présidence. Néanmoins, des échanges de joueurs entre les sections football et rugby continueront pendant plusieurs années. À la suite d'un article de presse, Charles Wilkes, meneur de jeu et international français, quitte le club pour Le Havre sports.
Le Havre Athletic Club commence à être victime de son succès. Il y a tellement de joueurs au club qu'il faut plusieurs terrains d'entrainements à travers Le Havre. Le 129e régiment d'Infanterie, qui s'entraine sur le même terrain que le Havre, devient champion de France militaire avec plusieurs Hacmen dans ses rangs. Le HAC remporte plusieurs années le championnat de France régional qui donne accès au championnat de France. Le FC Rouen devient l'adversaire le plus sérieux pour le titre régional et des périodes de dominations s'alternent entre les deux rivaux.

### Durant la Première Guerre mondiale (1914-1918)
La guerre disperse les joueurs de football dans les régiments. Le club paye un lourd tribut avec cinquante morts sur le champ de bataille. En 1914, le président Albert Schadegg achète la propriété Dollfus qui possède un petit terrain de football privé. Avec l'aide des alliés anglais et belges, les membres du club transforment cette propriété en stade de football, le stade de la Cavée verte. Le HAC profitent de la présence de joueurs professionnels anglais dans les régiments stationnés au Havre pour se confronter au très haut niveau du football européen. Le club peut compter sur ses joueurs suisses pour tenir son rang, et complète l'équipe avec des jeunes pas encore appelés sous les drapeaux. En 1915, le HAC arrive en finale de la Coupe Nationale (l'équivalent du championnat de France) contre le CA Société Générale et l'année suivante en demi-finale de la Coupe des Alliés.

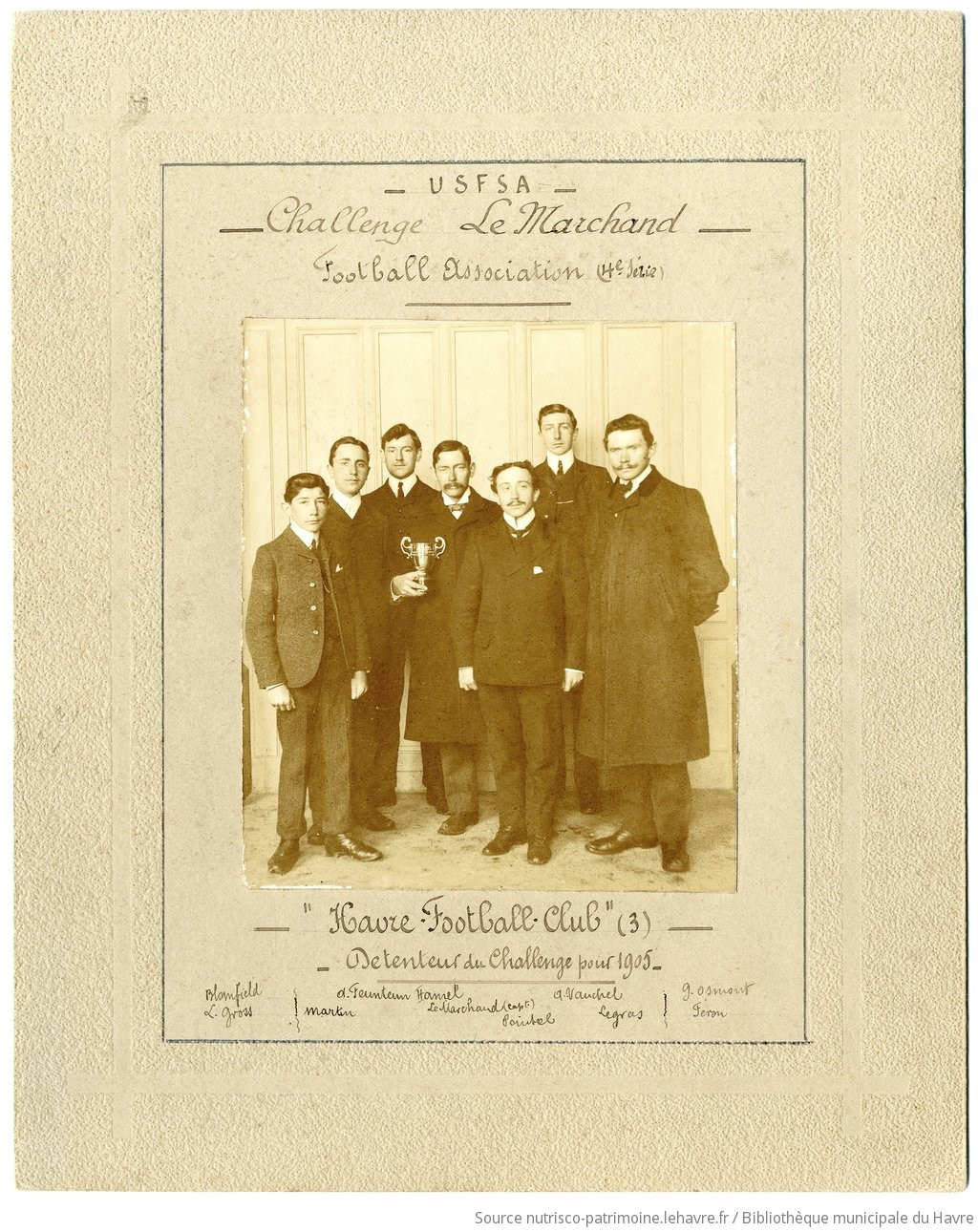
"Havre-Football-Club", détenteur du challenge pour 1905. Bibliothèque municipale du Havre. En ligne sur Nutrisco

Lors de la saison 1917-1918, le club remporte la Coupe de Pâques et surtout la Coupe Nationale en battant quatre buts à un en finale le GS des Terreaux de Lyon. L'année suivante, la fièvre s'empare de la ville lorsque le HAC arrive pour la deuxième année de suite en finale de la Coupe Nationale. Elle a lieu au Havre et correspond à l'inauguration du stade de la Cavée verte. En finale, Le Havre bat l'Olympique de Marseille quatre buts à un, néanmoins cette victoire ne permet pas au club de se hisser au sommet du football français. Depuis 1918, l'épreuve phare du football française est la Coupe Charles Simon que ne dispute pas le HAC.

### Période pré-professionnel (1920-1933)
Le club participe pour la première fois à la Coupe de France lors de la troisième édition lors de la saison 1919-1920. Avec ses internationaux, le HAC est l'un des favoris de cette coupe. Le club élimine respectivement le Stade havrais, le Stade français (2-1), le SGPM Caen (6-0), le FEC Levallois (2-1) et l'USA Clichy (3-2). En demi-finale, le HAC bat l'AS Cannes à Lyon sur le score de deux buts à zéro et se retrouve en finale face au CA Paris. La finale se déroule au stade Bergeyre devant 7 000 personnes. Le HAC est handicapé par l'absence de son capitaine Albert Rénier et plusieurs autres joueurs. Un but d'Alfred Thorel, permet au club havrais de mener au score à la mi-temps, avant que les Parisiens ne mettent deux buts et remporte la Coupe. Les Havrais se consoleront avec la victoire dans le championnat de Normandie unifié en battant en finale le champion bas-normand, le SM Caen.
Les années sont marquées par la suprématie du Havre AC sur le football normand et les derbys avec le FC Rouen. Le club remporte presque tous les ans le championnat de Haute-Normandie, puis la finale contre le champion de celui de Basse-Normandie. Le club a plus de mal en Coupe de France, ainsi en 1923, alors que le HAC domine sans partage le championnat de Normandie, il est éliminé sans gloire par le Stade rennais en huitième de finale.

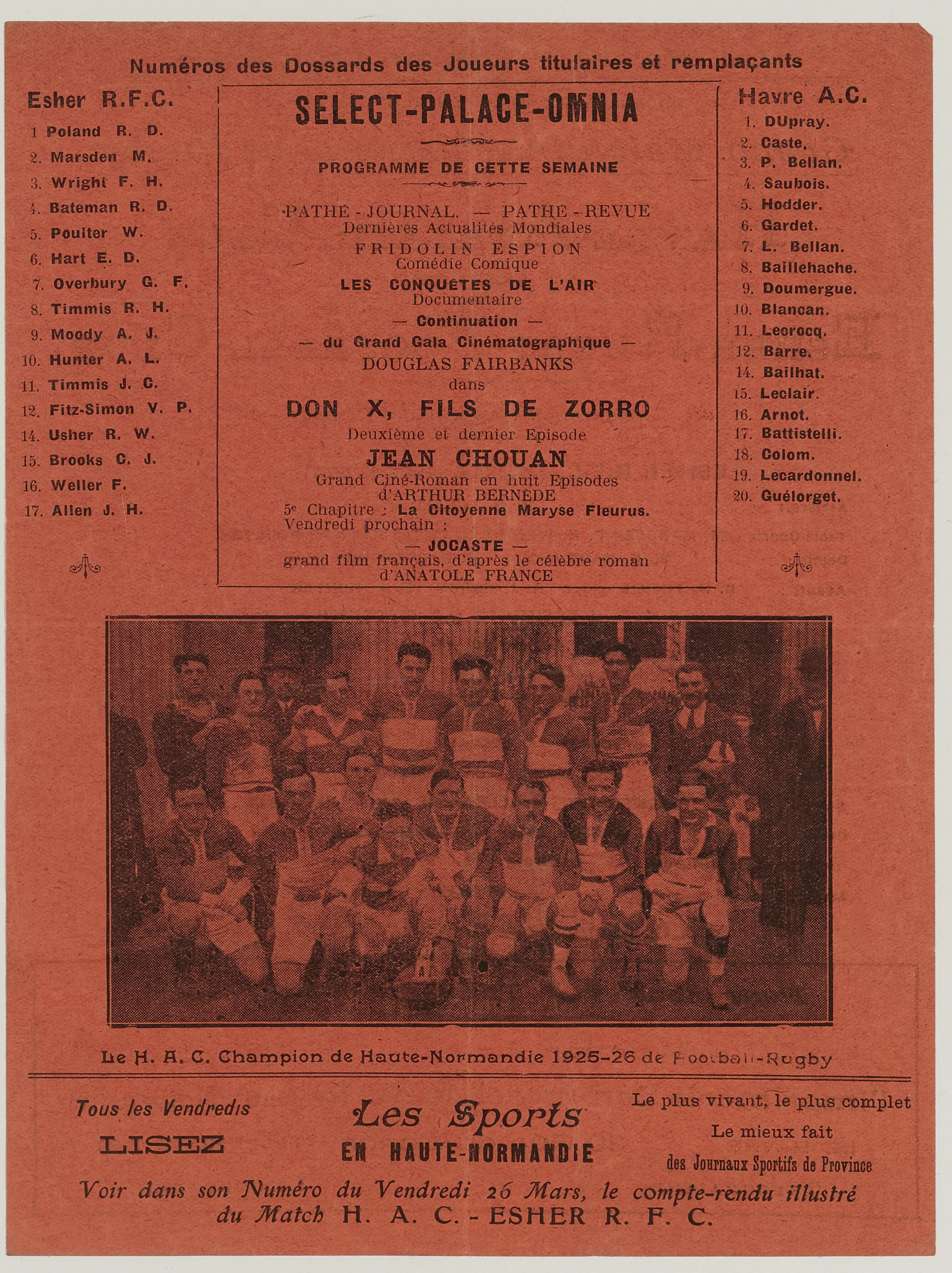
Le H.A.C., Champion de Haute-Normandie, 1925-1926. BIbliothèque municipale du Havre. En ligne sur Nutrisco

Il faut attendre l'année suivante pour que les Havrais fassent une nouvelle épopée dans cette épreuve en éliminant notamment le SC Nîmes et l'Olympique de Paris. En demi-finale, il faut trois matchs pour que le HAC et le FC Cette se départagent. Le premier match joué à Paris se termine sur le score de un but partout. Le second à Toulouse termine sur le même score. Il faut un troisième match au Stade Pershing devant 30 000 personnes pour que le FC Cette s'impose deux buts à zéro. En championnat de Normandie, le HAC distance l'ensemble de ses adversaires lors de la phase aller, avant qu'une certaine baisse des résultats, expliquée notamment par la fatigue du parcours en Coupe de France, ne réduise l'écart. Lors de la dernière journée, le HAC et le FC Rouen s'affrontent au stade de la Cavée verte. Au terme d'un match très disputé, les Rouennais s'imposent deux buts à un et décrochent leur premier titre d'après guerre.

### Début dans le professionnalisme (1934-1939)
Le club havrais s'inscrit alors dans le championnat régional, la division d'honneur de Normandie, avec pour principal rival le FC Rouen. Entre 1920 et 1933, les deux clubs remportent 13 des 14 éditions. En 1932, le statut professionnel est créé en France. Les deux clubs ouvrent une section professionnelle en 1933 et intègrent la deuxième division.
Le Havre prend part à la première saison de seconde division professionnel dans la poule de la zone nord en compagnie de treize équipes, dont les rivaux du FC Rouen. Plusieurs recrues arrivent au club dont les internationaux hongrois Shell et Calai, le Suisse Kuntzle et Frajt en provenance du CA Paris. En match de préparation, le HAC est battu deux buts à zéro par le Racing Club de France, malgré un match jugé intéressant. La saison débute pourtant très mal : le club est battu quatre buts à deux par le Amiens SC, quatre buts à zéro par US Valenciennes-Anzin et surtout sept buts à un par le Red Star Olympique. Le club occupe la dernière place du classement et les critiques sur les joueurs qu'on juge trop payés commencent à tomber. Heureusement, une victoire, quatre buts à un, lors du match suivant contre l'US Suisse de Paris, doublé d'un superbe mois d'octobre qui voit le club battre le RC Strasbourg, le FC Mulhouse, le RC Calais et US Tourcoing qui fait remonter le club à la cinquième place, fait remonter la fièvre du côté de la Cavée verte. La fin de saison est plus décevante, malgré les renforts des Autrichiens Adamek et Szoldatics. Le club termine à la 10e place avec en plus une élimination en 16e de la Coupe de France contre les amateurs du RC Arras. Les Havrais vont toutefois se payer le luxe d'empêcher les rivaux rouennais de monter en première division en obtenant un match nul trois buts partout lors de l'ultime journée alors que les Rouennais sont à la lutte pour le titre et la montée avec le Red Star Olympique.
Pour progresser, le HAC doit se renforcer pour la saison suivante, mais les caisses du club sont vides. Jacques Paillette, trésorier du club, a alors l'idée de lancer un comité de financement composé de commerçants et de sportifs afin de trouver des ressources pour renforcer l'effectif. C'est un succès qui permet la venue de George McLaghlan, un entraîneur écossais, Schillemann, un demi-aile en provenance de l'Olympique de Marseille et Specht, un avant-centre. Le HAC commence la saison très fort et occupe la place de leader après quatre journées avec notamment des victoires contre le CA Paris et l'AS Saint-Etienne. Mais la saison suivante va être d'une rare inconstance. Le club perd lourdement cinq buts à un contre l'Hispano-Bastidienne Bordeaux, puis est éliminé contre les amateurs de Raismes en 32e de finale de la Coupe de France. Par la suite, le club est écrasé par le SM Caen six buts à deux et par US Valenciennes-Anzin sept buts à deux, bat Hispano-Bastidienne Bordeaux six buts à un, avant d'être étrillé neuf buts à un par le RC Calais. La saison est au finale très décevante avec une 10e place au finale. Cette mauvaise performance entraîne une crise financière qui oblige le club à commencer la saison avec un déficit de 80 000 FF. Président depuis 1905, Albert Schadegg démissionne, découragé par le football devenu professionnel, suivi par le trésorier Jacques Paillette. André Vassenet, dirigeant au club depuis quinze ans, prend la tête du club et annonce que son objectif est de bâtir une grande équipe.
Un nouvel entraîneur est nommé en la personne de l'anglais Burgess qui fait venir avec lui plusieurs joueurs de son pays, Miller, Allen et Little Mac Pherson. Malgré ces renforts, le HAC commence très mal sa saison. Le club doit attendre la huitième journée avant de décrocher son premier succès en championnat en battant l'OFC Charleville-Mézières sur le score de trois buts à un. Le public havrais gronde. Il fait savoir qu'il paye l'entrée donc qu'il veut des résultats. Une défaite face au rival rouennais cinq buts à trois plus une défaite en Coupe de France contre Bully scelle le sort de l'entraîneur, remplacé en cours de saison par Krottenauer, venu d'Europe centrale. En cours de saison, le club recrute Fernand Pataa, capitaine de l'équipe de la Ligue d'Algérie et plusieurs fois international militaire, qui permet d'injecter du sang neuf à l'équipe. Le club termine seizième du championnat et assure son maintien grâce au forfait du Sporting Club nîmois. Le club étant en sérieuse difficulté financière, les joueurs doivent faire des concessions en acceptant de baisser leur salaire. Le président prend la décision de recruter un entraîneur de classe internationale, l'autrichien Josef Schneider. Côté joueurs, est recruté Lucien Jasseron qui vient de, l'ancien club de Pataa, la Joyeuseté d'Oran, après un imbroglio postal, qui voit Jasseron envoyer son contrat au RC Strasbourg, avant que le télégramme ne soit retrouvé avant même d'être parti du bureau postal.

### 1939-1991
Les Ciel et Marine sont intégrés à la première division en 1945, mais sont relégués en 1947. Les années 1950 voient le club goûter au plus haut niveau. Le 23 avril 1950, le club, alors en deuxième division, connaît son record d'affluence (24 961 spectateurs au stade de la Cavée Verte, face au Nîmes Olympique). Un an plus tard, les Havrais terminent le championnat de France 1950-1951 à la troisième place, la meilleure performance de leur histoire. De nouveau relégués en 1954, ils connaissent une saison 1958-1959 historique, qui les voit remporter le championnat de deuxième division mais surtout gagner la coupe de France, exploit qu'ils sont la première équipe à réaliser.
En 1960-1961 et en 1961-1962, le HAC participe à l'éphémère Coupe anglo-franco-écossaise, perdant la première année contre Bolton Wanderers 5-1 en score cumulé puis, la deuxième année, contre Aberdeen 7-2 en score cumulé.
Les années suivantes sont terribles : entre 1962 et 1966, le club abandonne le statut professionnel et se trouve relégué de première division jusqu'en division d'honneur, le 4e échelon national, dont il ne sort qu'en 1970. En 1971, le club s'installe au Stade Jules-Deschaseaux. En 1979, le club est champion de troisième division Ouest. Sous l'impulsion de son nouveau président Jean-Pierre Hureau, le club se maintient en deuxième division, remet en place une section professionnelle en 1981 et retrouve l'élite en 1985. Relégué en 1988, le club est de nouveau promu en 1991.

### Stabilisation en Division 1 (1991-2000)
La saison 1991-1992 voit l'arrivée de plusieurs joueurs lors du mercato : Ibrahim Ba débarque de Chantilly, Teddy Bertin de l'Amiens SC, Pierre Aubameyang de Laval ou encore Jean-Christophe Thouvenel de Bordeaux. L'effectif est le plus âgé du championnat, avec une moyenne d'âge de 29 ans. En s'appuyant sur une défense solide (32 buts encaissés en Division 1), le HAC est troisième du championnat à la mi-saison et termine finalement septième du championnat de D1, à deux points de la Coupe d'Europe. Il s'agit du meilleur classement du club depuis 1960.
Les deux saisons suivantes sont moins bonnes, avec une quinzième puis une dix-septième place obtenues, suffisantes pour assurer le maintien du club. Sur le plan de l'effectif, de nouveaux jeunes joueurs font leur apparition progressive au sein de l'équipe, comme Vikash Dhorasoo ou Christophe Revault, formés au club. Le début de la saison 1994-1995 est notamment marquée par l'arrivée d'Alain Caveglia au club, ainsi que par un début de championnat compliqué, où le club est proche de la zone de relégation. L'équipe amorce ensuite une belle remontée et termine finalement douzième, après avoir été provisoirement européenne au soir de la 29e journée. Le club s'illustre au sein d'une nouvelle compétition, la Coupe de la Ligue, où il atteint les demi-finales, éliminé à Deschaseaux par le futur vainqueur, le Paris Saint-Germain.

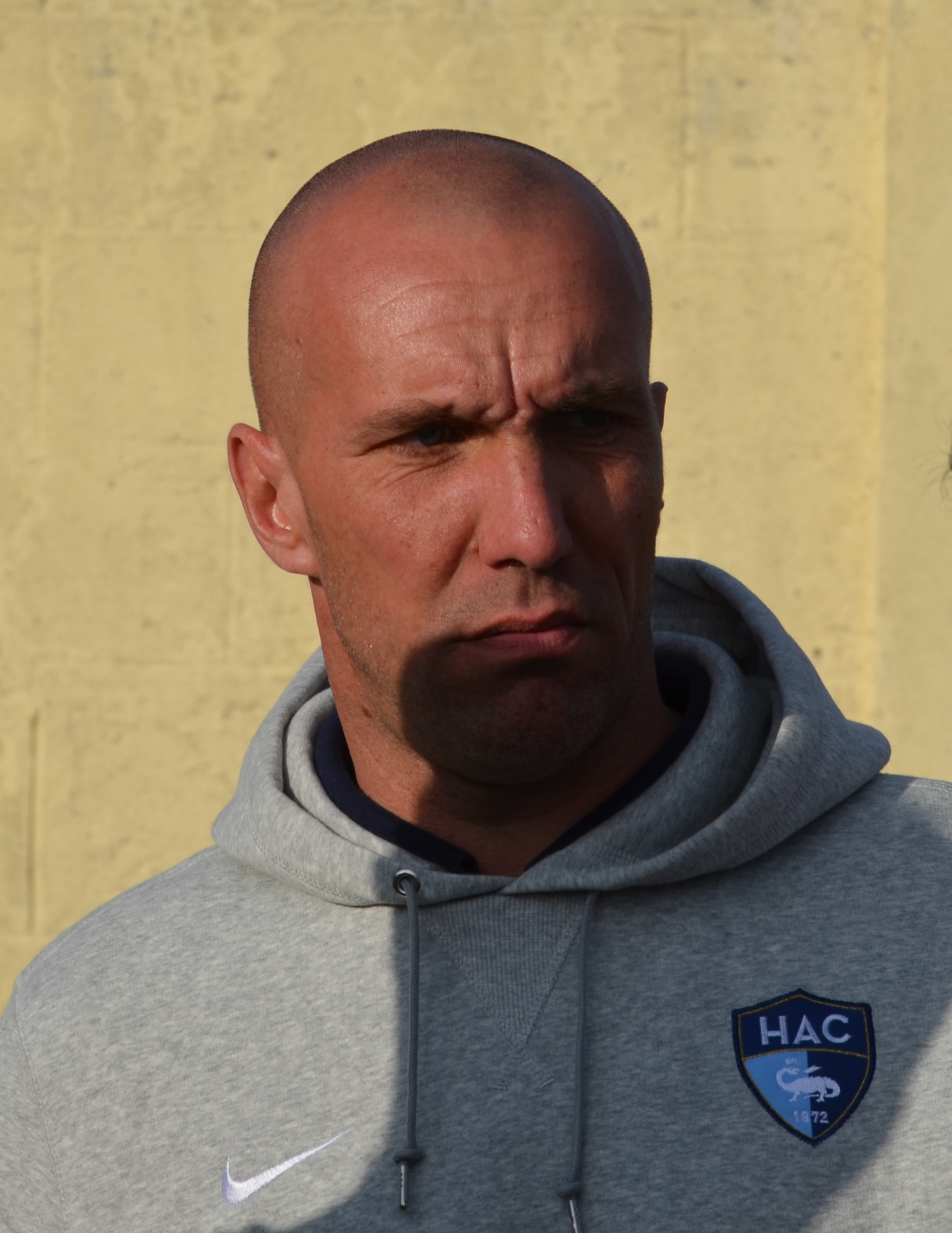
Christophe Revault, formé au club, est l'un des visages de la décennie passée par le HAC en Division 1.

La saison suivante est assez semblable, les Ciel & Marine terminant treizièmes et atteignant les quarts de finale de la Coupe de la Ligue. À l'issue de cet exercice, Ibrahim Ba quitte le club et rejoint les Girondins de Bordeaux tandis qu'Alain Caveglia s'engage avec l'Olympique lyonnais. La saison s'annonce piégeuse, la D1 passant de vingt à dix-huit clubs, occasionnant quatre descentes à l'échelon inférieur. Plutôt efficace face à ses adversaires directs pour la maintien, le club se sauve en terminant quatorzième. De nouveaux départs sont toutefois à noter durant l'été suivant : Revault rejoint le Paris Saint-Germain tandis que Teddy Bertin rejoint l'Olympique de Marseille. Sur le terrain, Le Havre est relégable à la mi-saison, moment où Vikash Dhorasoo, décrit comme l'un des meilleurs meneurs de jeu du championnat, annonce qu'il rejoindra l'Olympique lyonnais en fin de saison contre une indemnité record de 28 millions de francs (7,5M€). Le HAC assure à nouveau son maintien en terminant dixième. 
La saison 1998-1999 débute par la suspension de l'un des joueurs phares du club, Cyrille Pouget, pour six mois à la suite d'un contrôle positif à la nandrolone. Milinko Pantić, meilleur buteur de la Ligue des Champions 1996-1997, rejoint le club en provenance de l'Atlético de Madrid. Les jeunes Souleymane Diawara et Jean-Michel Lesage montent quant à eux en équipe première. L'année est difficile, l'équipe étant souvent en position de relégable. Une fin de saison plus positive permet à l'équipe de s'en sortir à nouveau et de se maintenir à la différence d'un but par rapport au FC Lorient. La saison 1999-2000 est plus délicate. À la lutte pour le maintien tout au long de la saison, l'équipe enchaîne six défaites consécutives lors des six dernières journées et est reléguée en deuxième division. Le 13 mai, à la suite d'une défaite lors de la dernière journée de championnat face au FC Nantes, Jean-Pierre Hureau, président du club depuis 31 ans, annonce qu'il quitte le club. Il est remplacé par Jean-Pierre Louvel.

### Entre Ligue 1 et Ligue 2 (2000-2009)
La première saison en D2 est modeste en termes de résultats, avec une septième place à la clé. La saison suivante est plus fructueuse : emmenés par des joueurs de renom tels qu'Alain Caveglia, Alexander Vencel, Jean-Michel Lesage ou Thomas Deniaud, le club parvient à remonter en Ligue 1 en terminant quatrième, bénéficiant du passage de la première division à vingt clubs.  Leur retour dans l'élite s'avère compliqué : malgré un championnat honorable et un maintien à portée de main, Le Havre enchaîne huit défaites de suite entre mars et mai 2003 et descend à nouveau en Ligue 2.

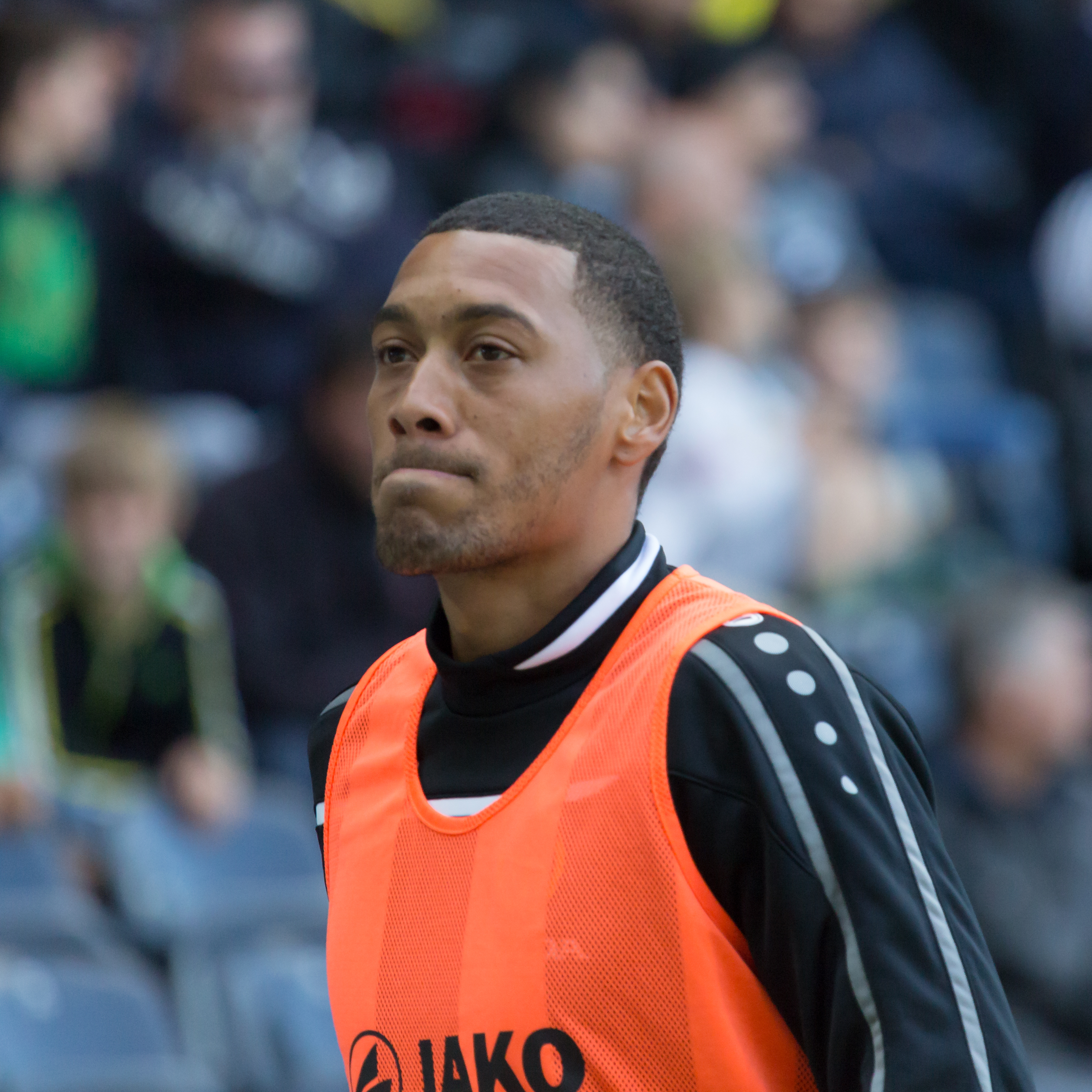
Guillaume Hoarau est l'un des hommes forts de la remontée du Havre en Ligue 1 en 2008.

Le retour en Ligue 2 est marqué par plusieurs départs majeurs : Florent Sinama-Pongolle rejoint Anthony Le Tallec à Liverpool, Souleymane Diawara signe à Sochaux et Pascal Chimbonda à Bastia. Toujours entraînés par Jean-François Domergue, arrivé en 2000, les Ciel & Marine terminent septièmes au classement. Remplacé par Philippe Hinschberger, Le Havre réalise en 2005 l'une des pires saisons de son histoire moderne. Derniers du championnat à sept matchs de la fin, Thierry Uvenard est nommé entraîneur afin d'assurer une rapide remontée au classement. L'objectif du maintien est finalement atteint lors de l'avant-dernière journée. Le technicien havrais poursuit l'aventure avec son club formateur pendant deux ans, obtenant successivement une septième et une sixième place en Ligue 2. 
Le début de la saison 2007-2008 est marqué par la nomination de Jean-Marc Nobilo au poste d'entraîneur. Du côté du mercato, les buteurs Jean-Michel Lesage et Kandia Traoré quittent le club, tout comme les talentueux Didier Digard et Steve Mandanda. Des arrivées notables sont à signaler : Abasse Ba, Nicolas Gillet, Christophe Revault, Nikola Nikezić ou Valéry Mezague rejoignent le club. Après un bon début de championnat, porté par un Guillaume Hoarau buteur à quinze reprises au moment de la trêve hivernale, Le Havre passe la majorité de la saison en tête du classement et valide sa remontée en Ligue 1 lors d'un match nul face à Sedan. Le titre est assuré quelques semaines plus tard, devant le FC Nantes et le Grenoble Foot 38. 
À la suite de sa remontée en Ligue 1, le club se doit de se maintenir en première division, performance qu'il n'a plus réalisé depuis huit ans. Après seulement trois victoires acquises sur la première partie de saison, Jean-Marc Nobilo est remplacé par Frédéric Hantz. Toutefois, le sursaut n'a pas lieu et Le Havre termine dernier du championnat avec seulement 26 points, et retrouve directement la Ligue 2.

### Les années Ligue 2 (2009-2023)
Le 12 juillet 2012, le Havre inaugure son nouveau stade, le Stade Océane. Le club en est locataire via la société Océane Stadium. Le nouvel écrin a alors tout d'un stade de Ligue 1. Le lendemain, les dirigeants dévoilent le nouveau logo du club sur lequel on peut retrouver les couleurs du HAC et la salamandre, symbole de la ville.
En juin 2015, le président Jean-Pierre Louvel annonce le nouveau maillot qui retrouve le caractère historique qu'il avait perdu depuis 2012. Pour cela, le HAC se détache de son équipementier Nike pour produire son propre maillot via sa marque 1872 (Nike est toujours équipementier pour tout ce qui n'est pas du maillot domicile).

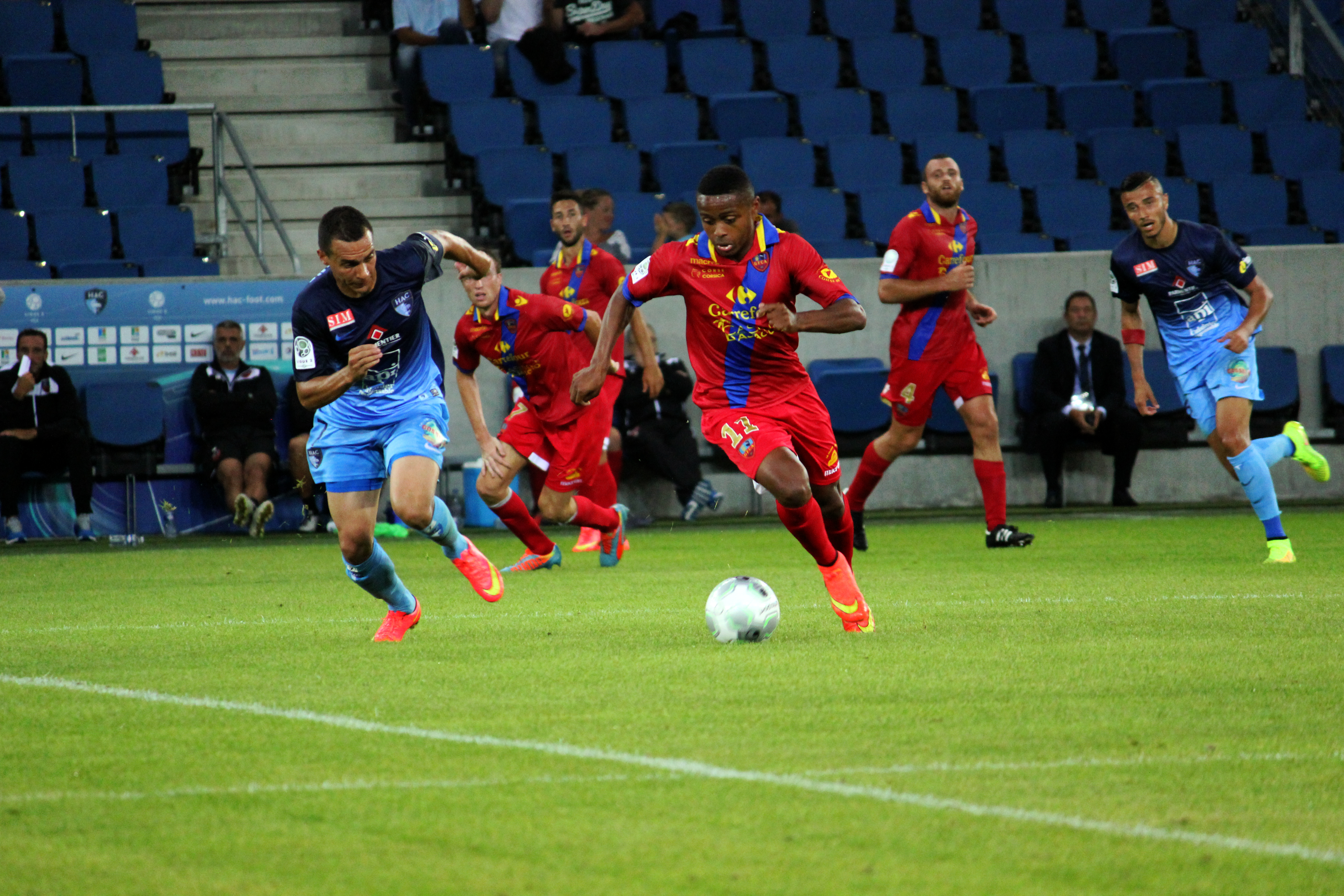
Le Havre-Gazélec Ajaccio (2014).

Le 27 juillet 2015, Vincent Volpe, PDG de Dresser-Rand Monde, succède à Jean-Pierre Louvel en tant que président du HAC. Il nomme au sein du conseil d'administration l'Américain Mark Mai, qui doit apporter ses compétences juridiques, le Néerlandais Jan Kees van Galen pour les questions financières, le Français Pascal Lardy pour ses compétences opérationnelles et le Vénézuélien Jesus Pacheco pour son savoir-faire commercial et en marketing. Ce conseil d'administration choisit à l’unanimité Arnaud Tanguy comme directeur général. Le projet est de remonter en Ligue 1, le HAC s'attachant les services de joueurs expérimentés en Ligue 2 (Ghislain Gimbert, Mathieu Duhamel, Fabien Farnolle) ou en Ligue 1 (Cédric Cambon, Grégoire Puel). Le 10 novembre 2015, alors que le club est 4e après 14 journées, l'Américain Bob Bradley est nommé entraîneur de l'équipe première à la suite du départ de Thierry Goudet et de l'intérim de Christophe Revault. Il devient le premier entraîneur américain à exercer en France. Son arrivée est accompagnée de celles de Pierre Barrieu pour la préparation physique et d'Oswald Tanchot au poste d'adjoint.
Lors de la 38e journée de championnat, le club frôle la montée en Ligue 1 après une victoire 5 à 0 face à Bourg-Péronnas mais, malgré une différence de but similaire avec le FC Metz, les Hauts-Normands échouent au pied du podium, ayant une moins bonne attaque (52 buts inscrits contre 54 pour les Messins).
Lors du mercato estival 2016, le club se sépare de son meilleur buteur en Ligue 2 de la saison précédente, Lys Mousset, auteur de 14 buts, transféré contre 7,3 millions d'euros à Bournemouth. Pour renforcer le noyau de l'équipe, constitué notamment d'Alexandre Bonnet, Duhamel, Farnolle, Cambon, Denys Bain et de Jean-Pascal Fontaine, l'équipe enregistre l'arrivée de sept renforts : Zinedine Ferhat, Taher Mohamed, Sébastien Salles-Lamonge, Tarik Tissoudali, Barnabás Bese, Mana Dembélé et Yohann Thuram. La politique du club est également de développer sa jeunesse avec les signatures de contrats professionnels pour Rafik Guitane et Harold Moukoudi.
Le 3 octobre 2016, Bradley quitte Le Havre pour Swansea, Tanchot le remplaçant. Le Havre termine 8e de la saison 2016-2017 de Ligue 2.
Le Havre réalise un bon démarrage lors de la saison 2017-2018, les Ciel et Marine occupant la première place entre la première et la cinquième journée. À la suite d'une série de résultats plus difficiles, les supporters envahissent le terrain lors d'une défaite à domicile face au voisin Quevilly-Rouen (défaite 0-2), le club est alors tombé à la 8e place du classement. Sur les sept dernières journées, l'équipe ne connaît pas la défaite et se classe finalement 5e, se qualifiant pour les barrages de promotion. Il remporte son premier tour face au stade brestois (victoire 2-0) avant d'être éliminé par l'AC Ajaccio.
Le club inaugure en septembre 2018 l'ouverture d'un hôtel, le « 1872 Stadium Hotel », au sein du Stade Océane. Cet hôtel comprend vingt chambres, dont deux suites, qui sont aménagées dans des loges. Équipées d'un système de lits modulaires, les pièces peuvent être transformées en quelques minutes.
Au terme d'une saison 2018-2019 où l'équipe n'aura été qu'une seule fois dans les cinq premiers, Oswald Tanchot et le HAC mettent un terme à leur collaboration d'un commun accord le 28 mai 2019. Le lendemain, Paul Le Guen est nommé comme manager sportif et entraîneur. En août, Umut Meraş et Ertuğrul Ersoy viennent renforcer l'équipe première en provenance de Bursaspor, club entraîné par Le Guen entre juin 2017 et avril 2018.
Tino Kadewere est la révélation de la saison 2019-2020. Sur la phase aller, il est auteur de 17 buts en championnat. Il est cédé le 24 janvier 2020 à l'Olympique lyonnais pour 12 millions d'euros hors bonus mais reste au club en prêt. À cause de la pandémie de Covid-19, cette saison est stoppée prématurément en mars. Le classement est figé après 28 journées disputées, Le Havre est alors sixième.
Khalid Boutaïb est au centre d'un imbroglio administratif, recruté le 5 octobre 2020, il ne défend les couleurs de son nouveau club que le 16 janvier 2021, des documents manquants à son dossier pour obtenir son certificat international de travail. Pour faire face aux difficultés économiques liées à la défaillance de Mediapro et au contexte sanitaire, le club se sépare lors du mercato hivernal 2021 d'Alan Dzabana, Ertuğrul Ersoy, Ayman Ben Mohamed et Yacouba Coulibaly afin de réduire sa masse salariale. Fin mars 2021, Pierre Wantiez, directeur général du club, estime que le HAC conclura l'exercice 2020-2021 avec un déficit d'exploitation d'au moins dix millions d'euros. Sportivement, la saison n'est pas du même acabit que la précédente, l'équipe végétant dans la deuxième partie de tableau, concluant la phase aller à la 12e place.
Vincent Volpe annonce le 27 avril 2021 vouloir mettre un terme à son engagement au HAC. Il fait face à son échec de le ramener en Ligue 1 et au train de vie du club qui n'est pas calibré pour la deuxième division, l'agglomération du Havre étant notamment prête à racheter le centre d'entraînement de Soquence à hauteur de 5 millions d'euros afin de soulager les finances du club. Il dément quelques mois plus tard une possible vente tout en reconnaissant que le modèle économique du club doit changer compte tenu de l'évolution du contexte, liée à trois facteurs extérieurs : le Brexit, la Covid et la diminution par deux des droits TV. Malgré un mercato estival 2021 avec peu de mouvements, l'équipe enregistrant six départs pour deux arrivées, faisant le choix de faire de la place pour ses jeunes joueurs, notamment pour Amir Richardson, Abdoullah Ba, Arouna Sanganté et Isaak Touré, Volpe confirme toujours viser la montée,. L'équipe parvient néanmoins à flirter avec la zone de barrages de promotion de Ligue 1, étant notamment 4e entre la 11e et la 13e journées de championnat, et occupant régulièrement la 6e place pour finalement se classer 8e après quatre défaites consécutives lors des quatre dernières journées.
Du changement dans le management a lieu en vue de la saison 2022-2023, Vincent Volpe faisant le choix de se séparer de Paul Le Guen, un an avant le terme de son contrat. Mathieu Bodmer est intronisé directeur sportif, Luka Elsner entraîneur, Mohamed El Kharraze prend en charge le recrutement et Julien Momont arrive comme analyste vidéo. Au niveau de la présidence, si l'homme d'affaires franco-américain reste actionnaire, Jean-Michel Roussier prend la présidence, Pierre Wantiez, alors directeur général, devant assurer la transition avant de quitter le club. Deux joueurs historiques ne font également plus partie de l'aventure, Alexandre Bonnet et Jean-Pascal Fontaine n'étant pas prolongés. Fort d'une défense très efficace, avec seulement 19 buts encaissés sur l'ensemble de la saison, le HAC égale le record du plus petit nombre de buts concédés en Ligue 2. À l'issue de cette saison, le club termine champion de Ligue 2 pour la sixième fois de son histoire et valide son billet pour la Ligue 1 la saison suivante.

### Retour en Ligue 1 (2023-)

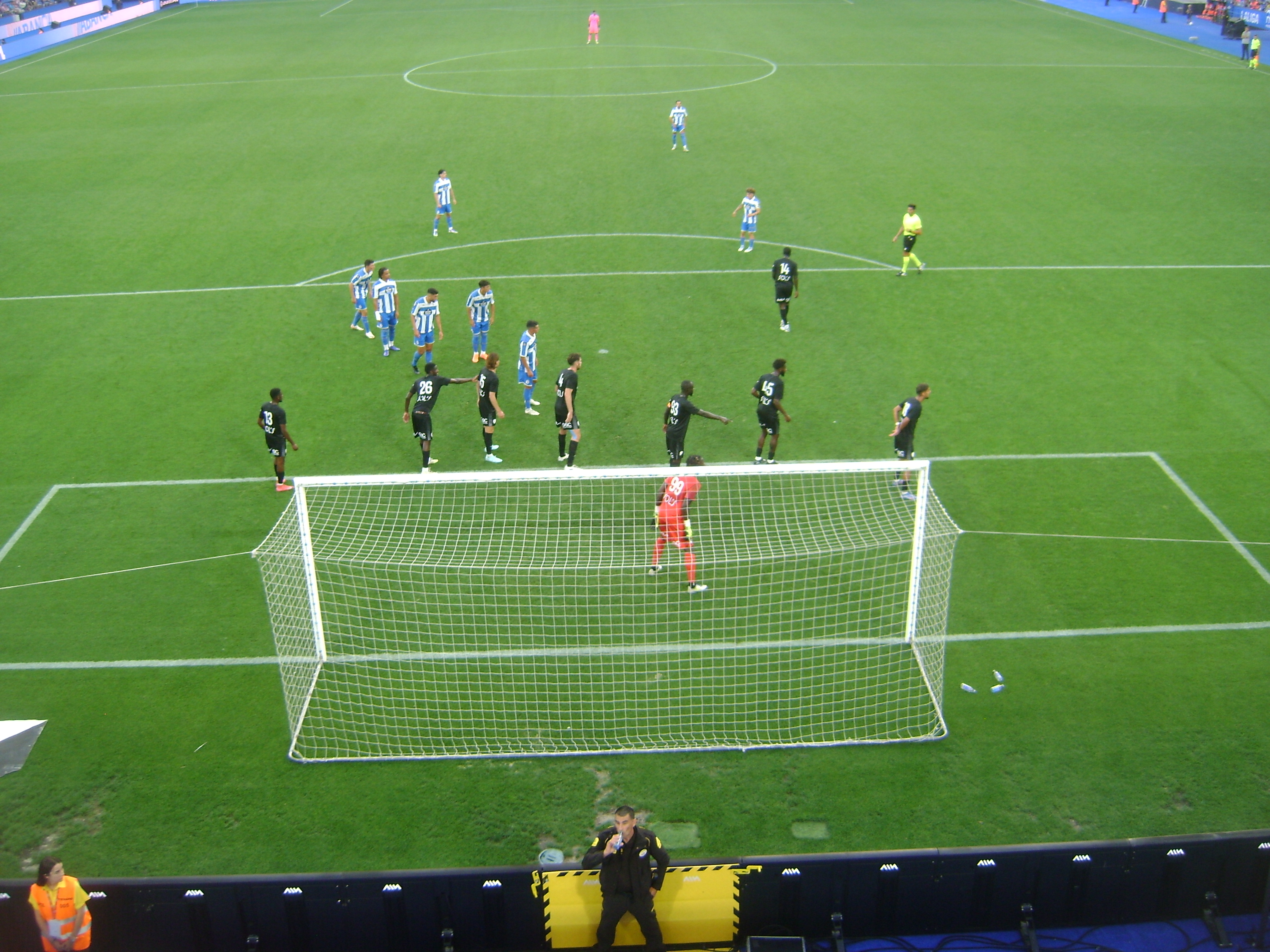
Match joué entre le Deportivo de La Coruña et Le Havre pour le Trophée Teresa-Herrera.

Après un mercato d'été marqué par de nombreux mouvements, au niveau des arrivées comme des départs, la saison du Havre débute de manière convaincante. Alors que le club vise le maintien, Le Havre est en milieu de tableau à la mi-saison. Le mois de février marque un tournant dans la saison du club. Après un mercato d'hiver marqué par de nombreux départs, définitifs ou en prêt et l'arrivée avortée de Malang Sarr, les résultats s'inversent et Le Havre perd de nombreuses rencontres. Éliminés en huitièmes de finale de la Coupe de France par le RC Strasbourg, les Normands ne remportent que trois rencontres sur la deuxième partie de saison. L'objectif du maintien est toutefois atteint et le club termine à la 15e place en Ligue 1. En juin 2024, l'entraîneur Luka Elsner quitte le club et rejoint le Stade de Reims.
Le 1er juillet 2024, Didier Digard est nommé entraîneur de l'équipe professionnelle, lui étant ancien joueur du club de 2004 à 2007. Le Havre réalise une saison en deux temps : éliminé en 1/32e de finale de la coupe de France face au Stade briochin et relégable avec quatre points de retard à la mi-saison, le club normand remonte à la quinzième place, assurant son maintien lors de l'ultime minute de la dernière journée grâce à une panenka d'Abdoulaye Touré sur la pelouse du RC Strasbourg (3-2).
Les meilleurs résultats s'expliquent par un resserrement et une amélioration de l'effectif lors du mercato d'hiver, avec quatre arrivées pour sept départs. D'autre part, Digard abandonne son système à cinq défenseurs pour une défense à quatre et décide de titulariser Gorgelin au lieu de Desmas dans les buts. L'amélioration des performances est notable : Le Havre engrange 22 points sur la deuxième partie de saison contre 12 lors de la première, en s'imposant notamment sur les pelouses du Lille OSC, du RC Lens, de l'AJ Auxerre et du RC Strasbourg. Le maintien s'est donc joué loin du Havre : le club normand termine dernier du classement à domicile mais sixième à l'extérieur.
Le 27 juin 2025, Vincent Volpe annonce vendre le club au fonds américain Blue Crow Sports Group.

## Identité

### Couleurs
Les couleurs du club sont le bleu ciel et le bleu marine. L'assertion avancée dans de nombreux livres pour le choix de ces couleurs est qu'il s'agirait à l'origine d'un compromis entre les membres qui voulaient adopter la couleur de leur Université d'origine : bleu clair pour l'Université de Cambridge et bleu foncé pour l'Université d'Oxford.
L'anecdote trouve son origine dans le livre Vingt-cinq ans au service du Havre Athletic Club d'André Vassenet, président du club, publié en 1948,. Il y raconte que le choix des couleurs s'est fait le 15 avril 1891 et serait un hommage rendu aux universitaires britanniques fondateurs du club venant soit d'Oxford soit de Cambridge. L'histoire a ensuite été reprise et agrémentée dans de nombreux livres et sites internet. La véracité de cette histoire n'est en réalité corroborée par aucun document et peut donc très bien relever de la légende,.
Les premiers motifs du maillot du Havre AC ne sont pas connus. Une photographie de 1899 montre que le club joue avec un maillot ayant deux bandes verticales (bleu ciel et bleu marine). Ce motif est en fait très courant pour l'époque. De plus, cette tenue mi-bleu ciel mi-bleu marine est aussi celle de clubs anglais dans les années 1880-1890 (Manchester City, Fulham, Wycombe Wanderers) et même français (United Sports Club) sans qu'une référence aux Universités d'Oxford et Cambridge y soit avérée. Ces motifs à deux bandes verticales vont rapidement tomber en désuétude dans le football. Malgré cela, Le Havre AC va conserver ce motif et joue encore régulièrement avec celui-ci, ce qui fait du Havre AC l'un des rares clubs à avoir su conserver ses tenues d'origine.
Le 4 juillet 2012, le HAC annonce qu'il quitte l'équipementier Airness pour s'engager avec Nike.
En 2015, le HAC annonce qu'il produira lui-même ses maillots domiciles afin de retrouver sa tenue originelle que Nike n'était pas en mesure de lui fournir.

### Logos

Ancien logo avant 1970.
Ancien logo du club dans les années 1970 et 1980.
Ancien logo du club dans les années 1990.
Ancien logo du club au début des années 2000.
Ancien logo du club de 2005 à juillet 2012.
Logo actuel du club depuis le 13 juillet 2012.

## Résultats sportifs

### Palmarès
| Compétitions nationales | Compétitions régionales |
| --- | --- |
| Championnats - Championnat de France - Meilleure performance : 3e en 1951 - Championnat de France D2 (6) - Champion : 1938, 1959, 1985, 1991, 2008 et 2023 - Championnat de France D3 - Vainqueur de groupe : 1979 - Championnat de France de l'USFSA (1894-1919) (3) - Champion : 1899, 1900 et 1919 - Finaliste : 1901 - Championnat de France amateurs (1935-1971) - Vainqueur de groupe : 1944 Coupes - Coupe de France (1) - Vainqueur : 1959 - Finaliste : 1920 - Coupe Charles Drago - Finaliste : 1962 - Challenge des champions (1) - Vainqueur : 1959 - Coupe de la Ligue - Meilleure performance : demi Finaliste en 1995 | Championnats - Championnat de Normandie (LFN) (4) - Champion : 1920, 1921, 1923 et 1926 - Championnat de Normandie (USFSA) (9) - Champion : 1900, 1901, 1902, 1903, 1905, 1906, 1907, 1909 et 1919 |

### Records
- 32 matchs consécutifs sans défaite lors de la saison 2022-2023 de deuxième division[96].

### Bilan sportif
À l'issue de la saison 2024-2025, le Havre AC totalise vingt-six participations en Division 1 / Ligue 1, quarante-six participations en Division 2 / Ligue 2 et dix participations en Division 3 / National 1 / National.
Bilan du Havre Athletic Club en championnat et coupes à l'issue de la saison 2024-2025,

## Personnalités

### Présidents
| Nom                       | Période   | Nom                  | Période   |
| ------------------------- | --------- | -------------------- | --------- |
| John-Edward Orlebar       | 1884-1887 | Gaston Delafosse,    | 1966-1969 |
| Frederick-Field Langstaff | 1887-1901 | Henri Roussel,       | 1969-1974 |
| William-Ramsay Langstaff  | 1901-1905 | Serge Marilly,       | 1974-1979 |
| Albert Schadegg,          | 1905-1935 | Jean-Pierre Hureau,  | 1979-2000 |
| André Vassenet,           | 1935-1949 | Jean-Pierre Louvel,  | 2000-2015 |
| Paul Perrigault,          | 1949-1956 | Vincent Volpe        | 2015-2022 |
| André Robert              | 1956-1964 | Jean-Michel Roussier | 2022-     |
| André Fremy               | 1964-1966 |                      |           |

### Entraîneurs
| Nom              | Période   | Nom                 | Période   | Nom                          | Période   | Nom                          | Période   |
| ---------------- | --------- | ------------------- | --------- | ---------------------------- | --------- | ---------------------------- | --------- |
| George Kimpton   | 1921-1926 | Roger Magnin        | 1955-1956 | René Exbrayat                | 1996-1997 | Thierry Goudet               | 2014-2015 |
| Ferenc Kónya     | 1931-1932 | Lucien Jasseron     | 1956-1962 | Denis Troch                  | 1997-1998 | Christophe Revault (intérim) | 2015      |
| Albert Rénier    | 1933-1934 | Eduardo Di Loreto   | 1962-1963 | Joël Beaujouan               | 1998-1999 | Bob Bradley                  | 2015-2016 |
| George McLachlan | 1934-1935 | Arie de Vroet       | 1963-1964 | Francis Smerecki             | 1999-2000 | Oswald Tanchot               | 2016-2019 |
| Josef Schneider  | 1936-1939 | Christian Villenave | 1964-1966 | Joël Beaujouan               | 2000      | Paul Le Guen                 | 2019-2022 |
| Vacant           | 1939-1945 | Max Schirschin      | 1968-1971 | Jean-François Domergue       | 2000-2004 | Luka Elsner                  | 2022-2024 |
| George Kimpton   | 1945-1946 | Gino Gorlani        | 1971-1972 | Philippe Hinschberger        | 2004-2005 | Didier Digard                | 2024-     |
| Jean Cornilli    | 1946-1948 | Léonce Lavagne      | 1972-1974 | Thierry Uvenard              | 2005-2007 |                              |           |
| Roger Magnin     | 1948-1949 | Edmond Baraffe      | 1974-1976 | Jean-Marc Nobilo             | 2007-2008 |                              |           |
| Jules Bigot      | 1950-1952 | Yves Herbet         | 1982-1983 | Cédric Daury                 | 2009-2012 |                              |           |
| Elek Schwartz    | 1952-1953 | Didier Notheaux     | 1983-1988 | Christophe Revault (intérim) | 2012      |                              |           |
| René Bihel       | 1953-1954 | Pierre Mankowski    | 1988-1993 | Erick Mombaerts              | 2012-2014 |                              |           |
| Edmond Delfour   | 1954-1955 | Guy David           | 1993-1996 | Philippe Bizeul (intérim)    | 2014      |                              |           |
| Théo Bisson      | 1949-1950 | Léonce Lavagne      | 1976-1982 | Frédéric Hantz               | 2008-2009 |                              |           |

### Joueurs
| Joueur            | Sélections | Période   | Sél. (total) |
| ----------------- | ---------- | --------- | ------------ |
| Robert Accard     | 4          | 1922-1925 | 6            |
| René Bihel        | 4          | 1946-1947 | 6            |
| Marcel Buré       | 1          | 1925      | 1            |
| Yvon Douis        | 12         | 1959-1961 | 20           |
| Raymond Frémont   | 1          | 1919      | 1            |
| Georges Houyvet   | 1          | 1932      | 1            |
| Bernard Lenoble   | 2          | 1924      | 2            |
| Pierre Ranzoni    | 1          | 1950      | 2            |
| Albert Rénier     | 4          | 1920-1924 | 4            |
| Marceau Stricanne | 1          | 1951      | 1            |
| Charles Wilkes    | 4          | 1905-1908 | 4            |
| Total             | 35         | 1905-1961 | 48           |

## Effectif professionnel actuel
Le premier tableau liste l'effectif professionnel du Havre AC pour la saison 2025-2026. Le second recense les prêts effectués par le club lors de cette même saison.
En grisé, les sélections de joueurs internationaux chez les jeunes mais n'ayant jamais été appelés aux échelons supérieurs une fois l'âge-limite dépassé ou les joueurs ayant pris leur retraite internationale.

## Structures du club

### Stades
Le Stade Océane, stade moderne "à l'anglaise", d'une capacité de 25 178 places, est inauguré le 12 juillet 2012. Il succède au stade Jules Deschaseaux comme stade de résidence du HAC.
Il connaîtra la Ligue 1 Uber Eats pour la première fois de son histoire lors de la saison 2023-2024 après 11 ans en Ligue 2 BKT
Le stade Jules-Deschaseaux, inauguré en 1932, accueille les matchs du club de 1971 à 2012. Sa capacité actuelle est de 16 382 spectateurs. Il a notamment accueilli une rencontre de la coupe du monde de 1938.
Le stade de la Cavée Verte (aujourd'hui stade Charles-Argentin), inauguré en 1918, accueille les rencontres des équipes réserves du HAC, après avoir été le stade principal du club de 1918 à 1970.

Le stade Océane, inauguré en 2012.
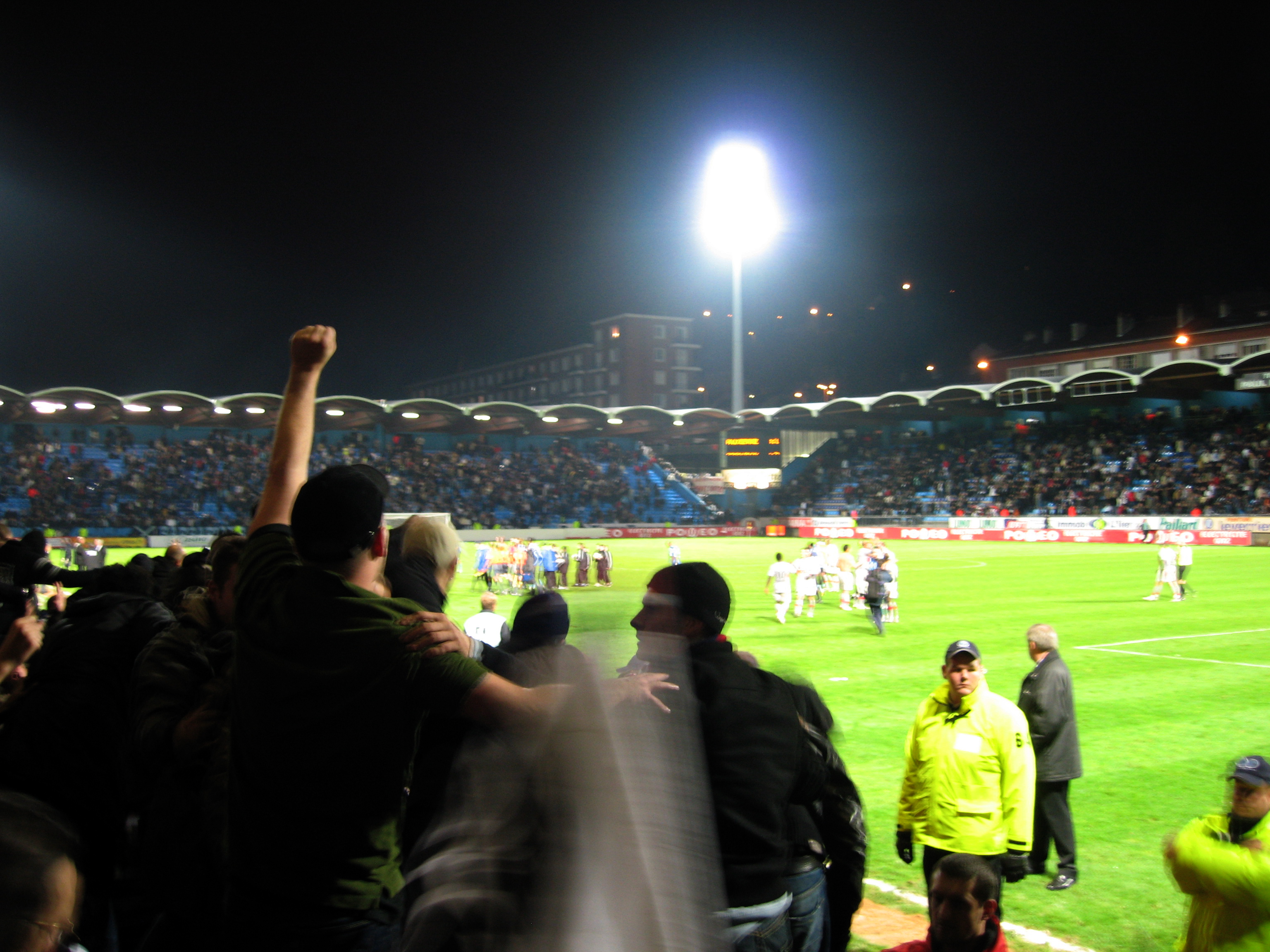
Stade Jules-Deschaseaux.

### Centre de formation
Le centre de formation du club est basé au Havre, à la Cavée Verte. Il y forme des jeunes footballeurs dans le but de les faire devenir professionnels. Il est classé sixième centre de formation français en 2025. La plupart des jeunes évoluent en équipe réserve, en Régional 1.
Son directeur est Jaïr Karam, suite au départ de François Rodrigues en 2024.
Les jeunes joueurs du centre de formation participent à Coupe Gambardella, qu'ils ont remportée en 1989.

## Aspects juridiques et économiques

### Actionnariat
Le Havre AC est composé d'une SASP présidée par Jean-Michel Roussier, qui gère l'aspect professionnel du club, et d'une association, présidée par Mathieu Bodmer.

### Éléments comptables
| Saison     | 2008-2009 | 2009-2010 | 2010-2011 | 2011-2012 | 2012-2013 | 2013-2014 | 2014-2015 | 2015-2016 | 2016-2017 | 2017-2018 | 2018-2019 |
| Division   | Ligue 1   | Ligue 2   | Ligue 2   | Ligue 2   | Ligue 2   | Ligue 2   | Ligue 2   | Ligue 2   | Ligue 2   | Ligue 2   | Ligue 2   |
| Classement | 20e       | 7e        | 9e        | 15e       | 6e        | 12e       | 7e        | 4e        | 8e        | 4e        | 7e        |
| Budget     | 27 M€     | 13 M€     | 10 M€     | 9,5 M€    | 11 M€     | 13 M€     | 14 M€     | 17 M€     | 13,5 M€   | 13,5 M€   | 14 M€     |
| Saison     | 2019-2020 | 2020-2021 | 2021-2022 | 2022-2023 | 2023-2024 | 2024-2025 | 2025-2026 |           |           |           |           |
| Division   | Ligue 2   | Ligue 2   | Ligue 2   | Ligue 2   | Ligue 1   | Ligue 1   | Ligue 1   |           |           |           |           |
| Classement | 6e        | 12e       | 8e        | 1er       | 15e       | 15e       |           |           |           |           |           |
| Budget     | 14 M€     | 17 M€     | 12 M€     | 13 M€     | 35 M€     | 30 M€     | 25 M€     |           |           |           |           |

### Transferts les plus coûteux
Les deux tableaux ci-dessous synthétisent les plus grosses ventes et achats de joueurs du club havrais.
| Rang | Joueur                                         | Montant | Provenance                                           | Date                                             |
| ---- | ---------------------------------------------- | ------- | ---------------------------------------------------- | ------------------------------------------------ |
| 1er  | Tino Kadewere                                  | 2 M€    | Djurgårdens IF                                       | 27 juillet 2018                                  |
| 2e   | Jean-Michel Lesage Alan Dzabana Rassoul Ndiaye | 1,5 M€  | AJ Auxerre Olympique lyonnais FC Sochaux-Montbéliard | 11 janvier 2008 1er février 2018 17 juillet 2023 |
| 4e   | Umut Meraş                                     | 1,3 M€  | Bursaspor                                            | 13 août 2019                                     |

| Rang | Joueur          | Montant | Destination            | Date             |
| ---- | --------------- | ------- | ---------------------- | ---------------- |
| 1er  | Tino Kadewere   | 12 M€   | Olympique lyonnais     | 22 janvier 2020  |
| 2e   | Rafik Guitane   | 8 M€    | Stade rennais          | 1er février 2018 |
| 3e   | Vikash Dhorasoo | 7,5 M€  | Olympique lyonnais     | 1er juillet 1998 |
| 4e   | Lys Mousset     | 6,5 M€  | AFC Bournemouth        | 1er juillet 2016 |
| 5e   | Isaak Touré     | 5,5 M€  | Olympique de Marseille | 1er juillet 2022 |

### Équipementiers
Le Coq Sportif lors de la première saison commencé en 1964, habilla les Hacmen de maillots rayés verticalement. Adidas prit la relève dès 1980, et ce jusqu'en 2008. Airness de 2008 à 2012 puis Nike de 2013 à 2016 succéderont à la marque aux trois bandes. Depuis la saison 2016/2017, c'est l'équipementier Joma qui est devenu le fournisseur officiel des Ciel & Marine.
| Période   | Nom            |
| --------- | -------------- |
| 1964-1980 | Le Coq Sportif |
| 1980-2008 | Adidas         |
| 2008-2012 | Airness        |
| 2012-2015 | Nike           |
| 2015-2025 | Joma           |
| 2025-     | Umbro          |

## Soutien et image

### Rivalités sportives
Le derby historique de la Normandie oppose le HAC au FC Rouen, particulièrement avant la Seconde Guerre mondiale.
Depuis le milieu des années 1980, le déclin du club rouennais et l'émergence concomitante du Stade Malherbe de Caen a fait de l'opposition Caen-Le Havre le principal duel du football normand, sans que la notion de "derby" soit acceptée par tous. En effet, avant 2015 et la réforme territoriale, les deux villes se trouvaient dans deux régions distinctes. De fait, côté Havrais, le derby historique est celui qui les oppose à Rouen. Néanmoins, faute d'adversaire à sa taille en Basse-Normandie, Caen fait volontiers - et depuis toujours - mention de "derby" lorsqu'il s'agit d'affronter le HAC.
Depuis 2006, les deux clubs s'affrontent en pré-saison dans le cadre d'un match baptisé le « trophée des Normands ».

### Supporters

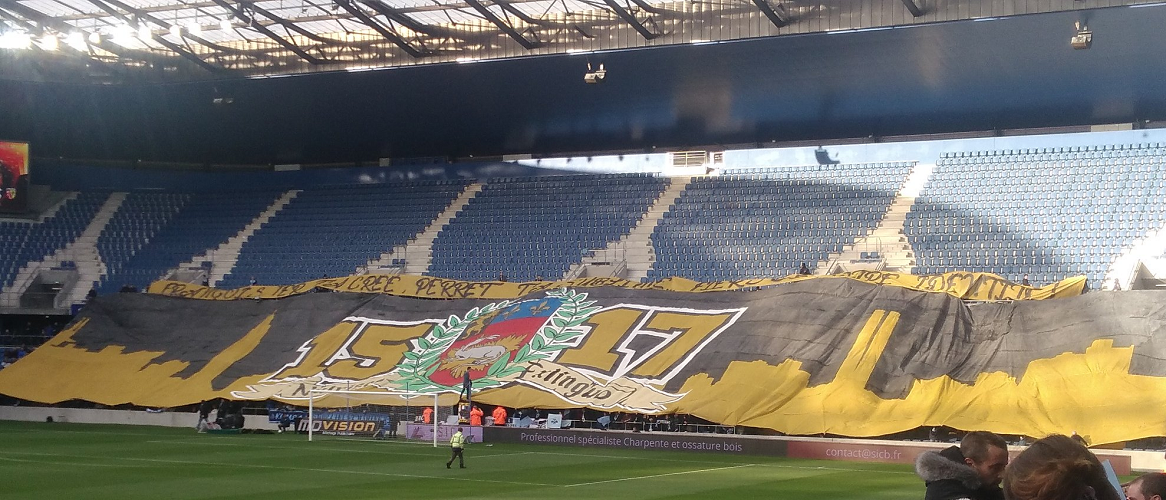
Tifo des supporters du Havre AC fêtant les 500 ans du Havre, au Stade Océane lors de la 16e journée de Ligue 2 2017-2018.

Le Havre AC compte quatre associations de supporters : 
- Le Kop Ciel & Marine, fondé en 1984
- Les Barbarians Havrais 93, fondé en 1993
- Le collectif Fiers d'être Havrais, fondé en 2004
- Le KOP Océane fondé en 2016

Ces quatre associations de supporters sont fédérées par une autre association, la Fédération des supporters du HAC. Créé en 1991, cet organisme est chargé d'amener une certaine cohésion dans la position des supporters sur les dossiers les concernant, que ce soit vis-à-vis du club, des joueurs ou des médias. La Fédération des Supporters dispose d'un site internet, nommé Infohac créé en 2000 et d'une revue Tribune kop.
La Fédération des supporters est liée au club par une charte, qui en fait donc un partenaire du HAC. Elle en est également actionnaire depuis 2009, ce qui lui permet de revendiquer ses positions au sein de l'actionnariat du club.
Le club compte parmi ses supporters l'animateur et humoriste Laurent Ruquier.

## Autres équipes

### Équipe féminine
L'équipe féminine du Havre AC entraînée par Maxime Di Liberto évolue en Division 1 depuis la saison 2022-2023.

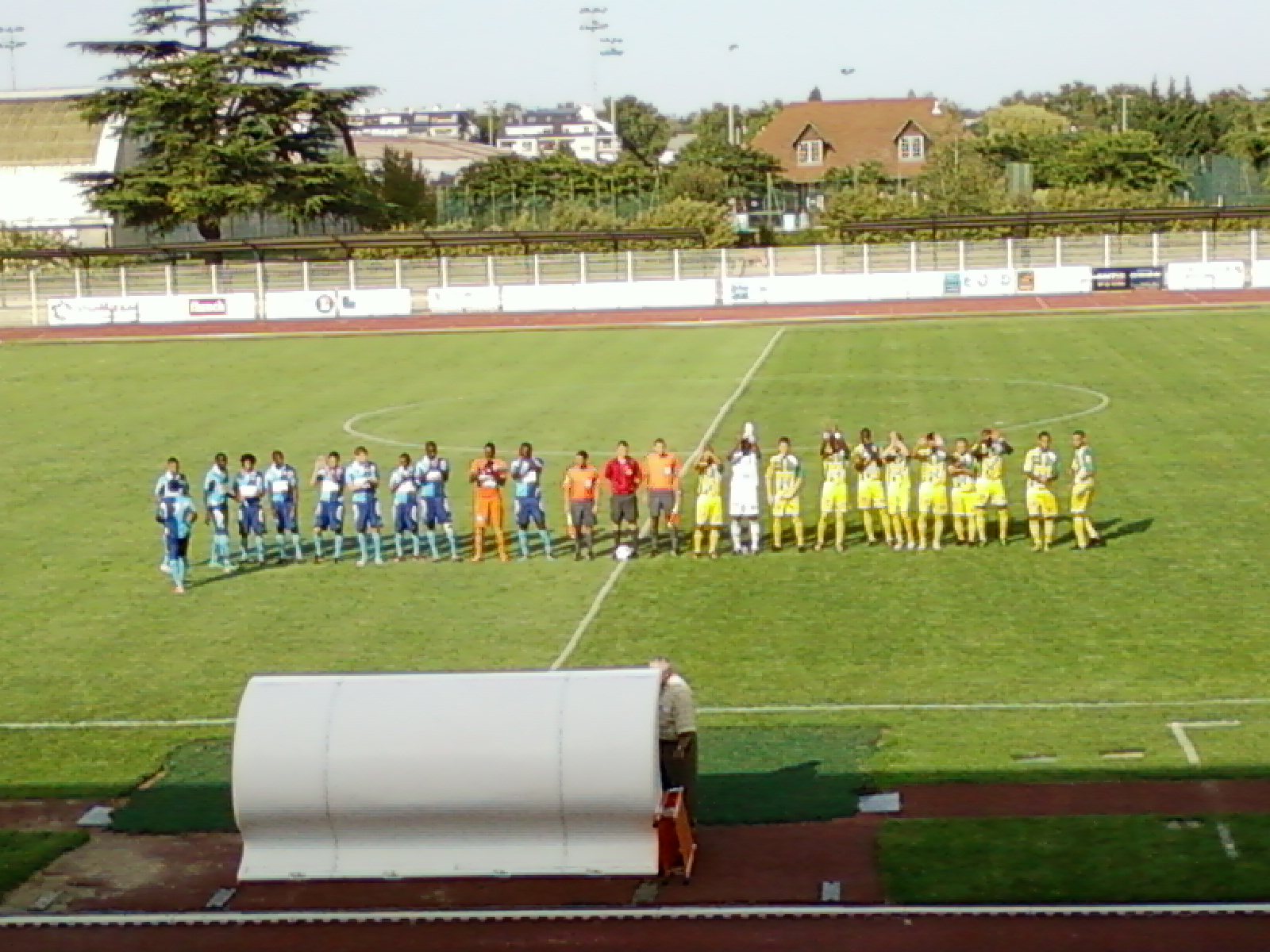
L'équipe réserve lors du match contre l'ES Viry du 20 août 2011 au stade Henri-Longuet de Viry-Châtillon

### Section Cécifoot
Le club de football du Havre AC possède une section Cécifoot destinée aux déficients visuels. Elle est entraînée par Ludovic Delalandre, ancien joueur et capitaine de l'équipe.

#### Historique
En 1995, Ludovic Delalandre crée et préside l'association Handi-foot Le Havre. Elle est intégrée au sein de la Fédération handisport havraise et s'entraîne dans les locaux du SC Octeville.
En 2006, elle devient partie intégrante du club du Havre AC, lui permettant de porter les fameuses couleurs ciel et marine. C'est alors le premier club professionnel à intégrer Cécifoot. En 2007, la Coupe de France est organisée au Havre, au stade Charles-Argentin (Cavée Verte).

#### Palmarès
- Championnat de France : 1996 (1er tournoi national), 1997 (1er championnat expérimental), 1998, 1999, 2000, 2002, 2003, 2004, 2005.
- Coupe de France : 2000 (1re Coupe de France) ; finaliste en 2003 et 2004.
- Championnat d'Europe : 1997.